# Странско
Странско е село в Южна България. То се намира в община Димитровград, област Хасково.

## История
Селото датира от средата на 17 век. Старото име на селото е Гурбетито, преименувано през 1906 г. на Странско.
Името на селото се е получило от изстрадалата съдба на жителите му, които са преселници гурбетчии от далечните покрайнини на България. Жителите на селото са преселници от района на Кукуш. Преселили са се най-вероятно през втората половина на 17 век след турските безчинства в района на Солун и Беломорска Тракия.
След опожаряването и обезлюдяването на градовете и селата, жителите побягнали и се преселили във вътрешността на България.

## Религии
Населението изповядва християнска религия.

## Културни и природни забележителности
Църквата в селото се нарича „Света Богородица“, съградена е през 1853 – 1856 г. През 1873 г. е осветена от владиката Иларион Макариополски. Обявена е за паметник на културата.
През 1872 г. в нея се е състояло „Курбетско съзаклятие“ – заклеване и преминаване в редовете на „верующите“ в святото дело за свободата на България. Пред иконата на Спасителя, под купола на кръста, всички дали дума за вярност пред революционния комитет „Атилци“ на Стара Загора.
В селото има два певчески състава за автентичен фолклор, които участват в редица фолклорни изяви в цяла страна и печелят многократно призови места.
До село Странско се е намирал рудник за лигнитни въглища „Здравец“, който вече е съборен.

## Личности
Село Странско е родното място на известния хореограф и изпълнител на народни танци Гьоко Гьоков.